# Echinarmadillidium armathianum
Echinarmadillidium armathianum là một loài chân đều trong họ Armadillidiidae. Loài này được Schmalfuss & Sfenthourakis miêu tả khoa học năm 1995.